# Basquetebol em cadeira de rodas nos Jogos Para-Sul-Americanos de 2014 - Feminino
O torneio feminino de basquetebol em cadeira de rodas nos Jogos Para Sul-Americanos de 2014 foi disputado entre os dias 26 e 30 de março no Ginásio Poliesportivo do Estádio Nacional, em Santiago.
4 seleções participaram do torneio. As equipes se enfrentaram todas entre sí dentro de um grupo único por duas vezes. Os dois melhores colocados disputaram o ouro em um jogo extra, o 3º e 4º colocados também jogaram uma partida extra na disputa pelo bronze.
Assim como no torneio masculino a Argentina se deu melhor e conquistou o ouro ao bater, na final, a equipe da Colômbia. A seleção do Peru ficou com o bronze.

## Equipas qualificadas
- Argentina
- Colômbia
- Venezuela
- Peru

## Primeira fase
Todos as partidas seguem o horário de Santiago (UTC-4).

### Grupo A
| Times     | Pts | J | V | D | PF | PC  | S   |
| --------- | --- | - | - | - | -- | --- | --- |
| Argentina | 12  | 6 | 6 | 0 | 69 | 10  | +59 |
| Colômbia  | 6   | 6 | 3 | 3 | 54 | 29  | +25 |
| Peru      | 6   | 6 | 3 | 3 | 47 | 42  | +5  |
| Venezuela | 0   | 6 | 0 | 6 | 11 | 100 | -89 |

|  | Avançam à disputa pelo ouro   |
|  | Avançam à disputa pelo bronze |

| 27 de março de 2014 09:00 | Relatório | Argentina                   | 11–2 | Colômbia                           |  | Ginásio Poliesportivo do Estádio Nacional, Santiago Árbitros: M. Gama |  |
| 27 de março de 2014 09:00 | Relatório | Placar por quarto: 7-1, 4-1 |      |                                    |  | Ginásio Poliesportivo do Estádio Nacional, Santiago Árbitros: M. Gama |  |
| 27 de março de 2014 09:00 | Relatório | Pts: Marcela Birck 4        |      | Pts: Luisa Martínez, Lina Medina 1 |  | Ginásio Poliesportivo do Estádio Nacional, Santiago Árbitros: M. Gama |  |

| 27 de março de 2014 09:45 | Relatório | Peru                               | 15–1 | Venezuela               |  | Ginásio Poliesportivo do Estádio Nacional, Santiago Árbitros: M. González |  |
| 27 de março de 2014 09:45 | Relatório | Placar por quarto: 8-0, 7-1        |      |                         |  | Ginásio Poliesportivo do Estádio Nacional, Santiago Árbitros: M. González |  |
| 27 de março de 2014 09:45 | Relatório | Pts: Karina Torres, Norma García 5 |      | Pts: Roreidis Salinas 1 |  | Ginásio Poliesportivo do Estádio Nacional, Santiago Árbitros: M. González |  |

| 27 de março de 2014 11:00 | Relatório | Argentina                   | 16–1 | Venezuela              |  | Ginásio Poliesportivo do Estádio Nacional, Santiago Árbitros: K. Molina |  |
| 27 de março de 2014 11:00 | Relatório | Placar por quarto: 8-0, 8-1 |      |                        |  | Ginásio Poliesportivo do Estádio Nacional, Santiago Árbitros: K. Molina |  |
| 27 de março de 2014 11:00 | Relatório | Pts: María Pallares 10      |      | Pts: Magglys Sevilla 1 |  | Ginásio Poliesportivo do Estádio Nacional, Santiago Árbitros: K. Molina |  |

| 27 de março de 2014 11:45 | Relatório | Colômbia                    | 5–6 | Peru                 |  | Ginásio Poliesportivo do Estádio Nacional, Santiago Árbitros: J. Oseguera |  |
| 27 de março de 2014 11:45 | Relatório | Placar por quarto: 3-1, 2-5 |     |                      |  | Ginásio Poliesportivo do Estádio Nacional, Santiago Árbitros: J. Oseguera |  |
| 27 de março de 2014 11:45 | Relatório | Pts: Gladys Gómez 5         |     | Pts: Julia Zegarra 3 |  | Ginásio Poliesportivo do Estádio Nacional, Santiago Árbitros: J. Oseguera |  |

| 28 de março de 2014 17:00 | Relatório | Argentina                                           | 6–1 | Peru                 |  | Ginásio Poliesportivo do Estádio Nacional, Santiago |  |
| 28 de março de 2014 17:00 | Relatório | Placar por quarto: 5-0, 1-2                         |     |                      |  | Ginásio Poliesportivo do Estádio Nacional, Santiago |  |
| 28 de março de 2014 17:00 | Relatório | Pts: Silvia Linari, Julieta Olmedo, Marcela Birck 2 |     | Pts: Karina Torres 2 |  | Ginásio Poliesportivo do Estádio Nacional, Santiago |  |

| 28 de março de 2014 17:45 | Relatório | Colômbia                     | 19–0 | Venezuela |  | Ginásio Poliesportivo do Estádio Nacional, Santiago Árbitros: M. Quintana |  |
| 28 de março de 2014 17:45 | Relatório | Placar por quarto: 5-0, 14-0 |      |           |  | Ginásio Poliesportivo do Estádio Nacional, Santiago Árbitros: M. Quintana |  |
| 28 de março de 2014 17:45 | Relatório | Pts: Lina Medina 10          |      |           |  | Ginásio Poliesportivo do Estádio Nacional, Santiago Árbitros: M. Quintana |  |

| 28 de março de 2014 19:00 | Relatório | Argentina                            | 5–2 | Colômbia            |  | Ginásio Poliesportivo do Estádio Nacional, Santiago Árbitros: J. Oseguera |  |
| 28 de março de 2014 19:00 | Relatório | Placar por quarto: 4-1, 1-1          |     |                     |  | Ginásio Poliesportivo do Estádio Nacional, Santiago Árbitros: J. Oseguera |  |
| 28 de março de 2014 19:00 | Relatório | Pts: Silvia Linari, Julieta Olmedo 2 |     | Pts: Gladys Gómez 2 |  | Ginásio Poliesportivo do Estádio Nacional, Santiago Árbitros: J. Oseguera |  |

| 28 de março de 2014 19:45 | [Relatório] | Peru | 17–6 | Venezuela |  | Ginásio Poliesportivo do Estádio Nacional, Santiago |  |

| 29 de março de 2014 10:00 | Relatório | Argentina                    | 18–2 | Venezuela               |  | Ginásio Poliesportivo do Estádio Nacional, Santiago Árbitros: K. Molina |  |
| 29 de março de 2014 10:00 | Relatório | Placar por quarto: 13-1, 4-1 |      |                         |  | Ginásio Poliesportivo do Estádio Nacional, Santiago Árbitros: K. Molina |  |
| 29 de março de 2014 10:00 | Relatório | Pts: María Pallares 9        |      | Pts: Roreidis Salinas 2 |  | Ginásio Poliesportivo do Estádio Nacional, Santiago Árbitros: K. Molina |  |

| 29 de março de 2014 10:45 | Relatório | Colômbia                             | 11–6 | Peru                 | OT | Ginásio Poliesportivo do Estádio Nacional, Santiago Árbitros: J. Oseguera |  |
| 29 de março de 2014 10:45 | Relatório | Placar por quarto: 3-3, 3-3, OT: 5-0 |      |                      | OT | Ginásio Poliesportivo do Estádio Nacional, Santiago Árbitros: J. Oseguera |  |
| 29 de março de 2014 10:45 | Relatório | Pts: Lina Medina 6                   |      | Pts: Julia Zegarra 3 | OT | Ginásio Poliesportivo do Estádio Nacional, Santiago Árbitros: J. Oseguera |  |

| 29 de março de 2014 12:00 | Relatório | Argentina                    | 13–2 | Peru                 |  | Ginásio Poliesportivo do Estádio Nacional, Santiago Árbitros: P. Vásquez |  |
| 29 de março de 2014 12:00 | Relatório | Placar por quarto: 3-0, 10-2 |      |                      |  | Ginásio Poliesportivo do Estádio Nacional, Santiago Árbitros: P. Vásquez |  |
| 29 de março de 2014 12:00 | Relatório | Pts: María Pallares 6        |      | Pts: Karina Torres 2 |  | Ginásio Poliesportivo do Estádio Nacional, Santiago Árbitros: P. Vásquez |  |

| 29 de março de 2014 12:45 | Relatório | Colômbia                     | 15–1 | Venezuela              |  | Ginásio Poliesportivo do Estádio Nacional, Santiago |  |
| 29 de março de 2014 12:45 | Relatório | Placar por quarto: 3-1, 12-0 |      |                        |  | Ginásio Poliesportivo do Estádio Nacional, Santiago |  |
| 29 de março de 2014 12:45 | Relatório | Pts: Lina Medina 9           |      | Pts: Yusmerys Rivera 1 |  | Ginásio Poliesportivo do Estádio Nacional, Santiago |  |

### Disputa pelo bronze
| 30 de março de 2014 11:30 | Relatório | Peru                  | 21–2 | Venezuela               |  | Ginásio Poliesportivo do Estádio Nacional, Santiago Árbitros: H. González |  |
| 30 de março de 2014 11:30 | Relatório | Pts: Karina Torres 11 |      | Pts: Roreidis Salinas 2 |  | Ginásio Poliesportivo do Estádio Nacional, Santiago Árbitros: H. González |  |

### Final
| 30 de março de 2014 13:30 | Relatório | Argentina                   | 10–2 | Colômbia                           |  | Ginásio Poliesportivo do Estádio Nacional, Santiago Árbitros: J. Oseguera |  |
| 30 de março de 2014 13:30 | Relatório | Placar por quarto: 3-2, 7-0 |      |                                    |  | Ginásio Poliesportivo do Estádio Nacional, Santiago Árbitros: J. Oseguera |  |
| 30 de março de 2014 13:30 | Relatório | Pts: María Pallares 5       |      | Pts: Luisa Martínez, Lina Medina 2 |  | Ginásio Poliesportivo do Estádio Nacional, Santiago Árbitros: J. Oseguera |  |

## Classificação final
| Pos.   | País          |
| ------ | ------------- |
| Ouro   | ARG Argentina |
| Prata  | COL Colômbia  |
| Bronze | PER Peru      |
| 4      | VEN Venezuela |